# Scaphiodonichthys acanthopterus
Scaphiodonichthys acanthopterus és una espècie de peix cipriniforme de la família dels ciprínids.

## Morfologia
- Els mascles poden assolir 31 cm de longitud total.[5][6]

## Alimentació
Menja principalment larves d'insectes i, també, petites quantitats de detritus.

## Hàbitat
És un peix d'aigua dolça i de clima tropical.

## Distribució geogràfica
Es troba a Àsia: conques dels rius Mekong, Nam Xam, Da i Chao Phraya.

## Ús comercial
No es troba als mercats locals.